# Microregione di Boa Vista
Boa Vista è una microregione dello Stato del Roraima in Brasile appartenente alla mesoregione di Norte de Roraima.

## Comuni
Comprende 4 comuni:
- Alto Alegre
- Amajari
- Boa Vista
- Pacaraima